# Кобисево
Кобисево (пол. Kobysewo, нім. Kobissau) — село в Польщі, у гміні Пшодково Картузького повіту Поморського воєводства.
Населення — 578 осіб (2011).
У 1975-1998 роках село належало до Гданського воєводства.

## Демографія
Демографічна структура станом на 31 березня 2011 року:
|          | Загалом | Допрацездатний вік | Працездатний вік | Постпрацездатний вік |
| -------- | ------- | ------------------ | ---------------- | -------------------- |
| Чоловіки | 289     | 68                 | 193              | 28                   |
| Жінки    | 289     | 85                 | 165              | 39                   |
| Разом    | 578     | 153                | 358              | 67                   |